# Monestir de Studenica
El Monestir de Studenica és un monestir ortodox serbi a 39 km al sud-oest de Kraljevo a la part central de Sèrbia. El 1986 va ser inclòs per la UNESCO en la llista del Patrimoni de la Humanitat.

## Història
El monestir de Studenica, dedicat a la Presentació de la Mare de Déu, és l'església principal de tots els temples serbis, construïda durant un llarg període. La primera etapa de treball va ser completada la primavera de 1196, quan Esteve Nemanja va abandonar el tron i va establir la fundació del monestir. Més tard Nemanja es traslladà al Monestir de Khilandar on morí el 1199, i el seu fill i successor Stefan va assumir el control de Studenica. El tercer fill de Nemanja, Sava, després de reconciliar als seus germans Stefan i Vukan va traslladar les restes del seu pare al monestir. Sota la seva tutela el monestir va esdevenir el centre polític, cultural i espiritual medieval de Sèrbia. Sava va escriure també el típicon de Studenica, el recull de regles de la vida de Sant Simó, un document d'enorme valor que reflecteix vida monàstica i espiritual del seu temps.
Studenica va gaudir d'una atenció contínua pels membres de la dinastia Nemanjić. El rei Radoslav afegí a l'església un nàrtex esplèndid el 1235. El rei Milutin construïa una església petita però de gran bellesa dedicada a Sant Joaquim i Santa Anna.
Després de la caiguda de l'últim dels estats serbi medieval, el 1459, els otomans atacaren sovint el monestir. La primera restauració significativa dels danys soferts es produí el 1569, quan es repintaren els frescs a l'Església de la Mare de Déu. A principis del segle xvii, el monestir va patir un terratrèmol i un incendi, destruint-se documents històrics i una part significativa del llegat artístic.

## Arquitectura

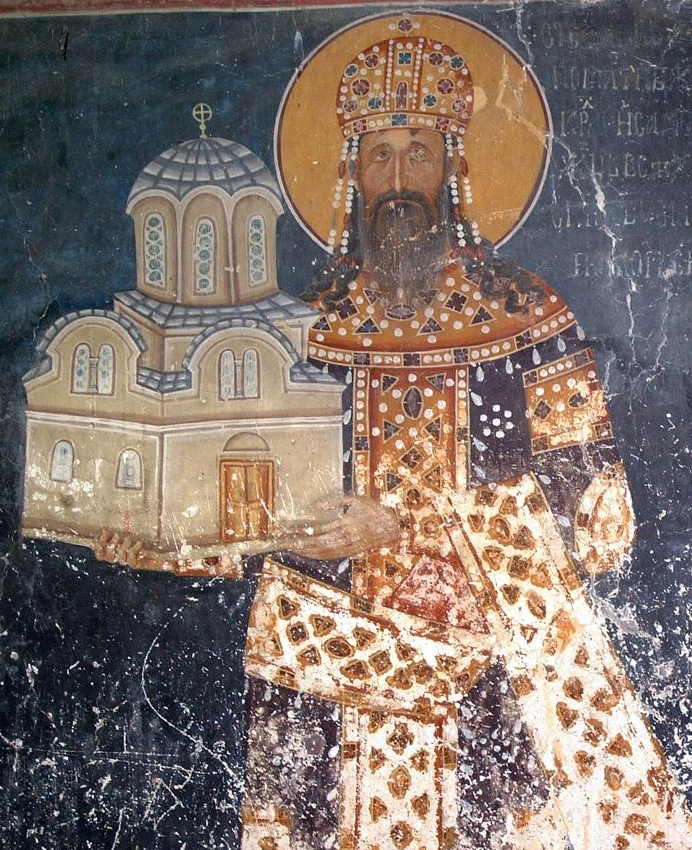
El rei Milutin amb un model de l'Església del Rei.

L'Església de Mare de Déu és una basílica de nau senzilla. Al seu extrem oriental hi ha un absis tres estat, mentre que un nàrtex estès mira a cap a l'oest; hi ha també vestíbuls al nord i el sud. Durant el 1230, es va afegir un gran neonàrtex. Les façanes es construïren amb lloses de marbre blanc; a l'interior, l'església es revesteix amb blocs de tova volcànica. Externament, l'Església concilia harmònicament dos estils arquitectònics, el romànic i el romà d'Orient, essent un exponent de l'anomenat estil o escola Raska.
Al nord-est de l'Església de la Mare de Déu se situa l'Església de Sant Joaquim i Santa Anna, coneguda més tard com l'Església del rei en honor del seu fundador. Aquesta església fou construïda amb pedra i tova volcànica el 1314 amb forma de creu comprimida, amb l'estructura exterior d'una volta octagonal.
El complex de Studenuica inclou l'església de Sant Nicolau, un petita església d'una sola nau recoberta de frescs de segle xii i principis del xiii. A l'església de Sant Nicolau i la del rei estan els fonaments de l'església dedicada a Sant Joan Baptista. A l'oest de l'església de la Verge hi ha un vell refrectari construït durant el temps de Sant Sava.

## Art

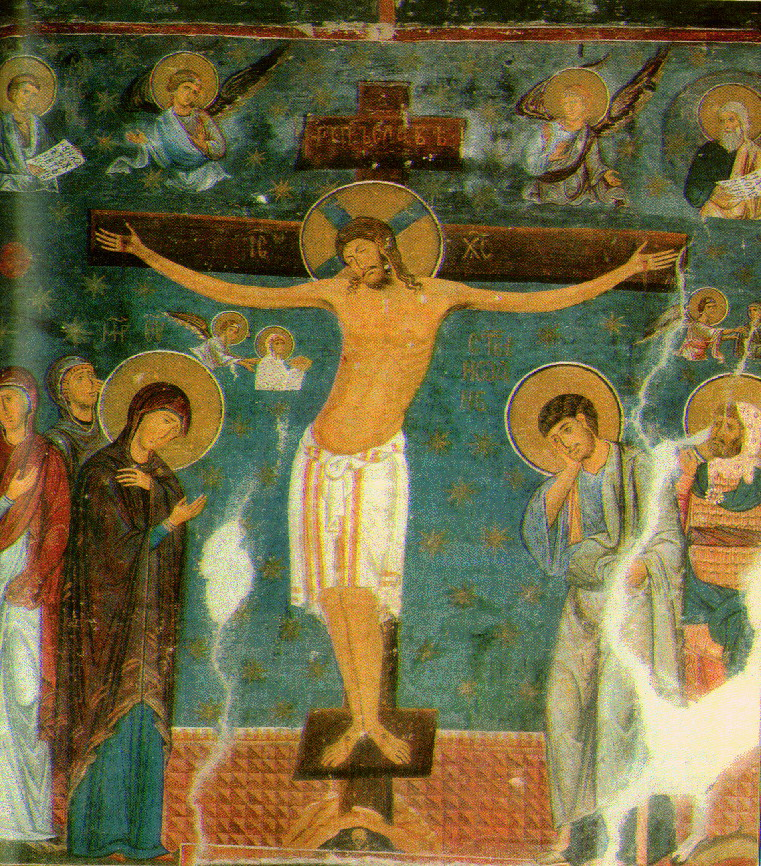
Crucifixió, fresc de l'església de la Mare de Déu.

Els treballs escultòrics de Studenica culminen amb els quatre pòrtics de l'església de la Verge, principalment el situat al vessant oest entre el nàrtex i l'exo-nàrtex. A la paret nord, sota la volta, hi ha una finestra feta de cristalls quadrats amb medallons tallats en una placa de plom representant vuit animals fantàstics, que simbolitzen alhora les virtuts de la Verge. Existeixen també dues rosasses que representen l'Ull de la Providència. Els maçons arribaren al monestir, probablement des de l'Adriàtic (potser des de Kotor), on Esteve Nemanja tenia un palau). Van deixar una inscripció en alfabet serbi al timpà del pòrtic oest.
L'església de la Verge fou ornamentada durant la dècada del 1200. Els frescs originals s'han preservat en part a l'àrea de l'altar, sota la volta, en la paret oest, i en els registres més baixos de la nau. La representació més esplèndida és la de la crucifixió, pintada sobre fons blau el 1209, una de les representacions més valorades de l'art serbi. En el mur sud es troba la paret denominada Composició dels fundadors en la qual es mostra a la Verge aixecant a Sant Simó com un model de l'església de Jesucrist. El nàrtex va ser pintat el1569. Aquests frescs inclouen una representació del Judici Final en la part superior i un retrat de la dona de Nemanja com la monaja Anastasija.
La pintura més antiga és el fresc de l'església del rei, una fita de l'art romà d'Orient a la regió. Els frescs del nàrtex de Radoslav són originaris de 1230 i exhibeixen una estreta relació de l'estil pictòric de l'església principal. La capella del nord, dedicada a Sant Nicolau, conté una composició de l'Hetimsaia i un cicle sobre la vida del sant. A la capella sud hi ha els retrats de Nemanja, de Esteve Nemanjić o de Radiolslav amb la seva esposa Anna. Al mur nord del nàrtex, hi ha els retrats de tres primats de l'Església sèrbia: Sant Sava, Arseni I i Sava II.